# Gary Starkweather
Pour les articles homonymes, voir Starkweather.
Gary Keith Starkweather, né le 9 janvier 1938 et mort le 26 décembre 2019, est un ingénieur américain qui a inventé l'imprimante laser et la gestion de la couleur.

## Biographie
Gary Starkweather obtient une licence en physique à l'Université d'État du Michigan en 1960 et une maîtrise en optique à l'Université de Rochester en 1966. En 1969, il invente l'imprimante laser au centre de recherche Xerox Webster. Il collabore à la mise au point du premier système d'impression laser entièrement fonctionnel au Xerox PARC en 1971,,.
Chez Apple Computer dans les années 1990, Starkweather invente la technologie de gestion de la couleur et dirige le développement de ColorSync (en) 1.0. En 1991, il reçoit la médaille David Richardson (en). Starkweather rejoint Microsoft Research en 1997, où il travaille sur la technologie des écrans.
Starkweather apporte également une contribution majeure aux techniques de film mat numérique. Il est consultant au sein de l'équipe chargée des effets numériques pour La Guerre des étoiles (1977). Il remporte un Oscar technique en 1994 pour son travail de pionnier avec Lucasfilm (et plus tard Pixar) dans le domaine de la numérisation des films en couleur.
En 2004, il est élu à l'Académie nationale d'ingénierie des États-Unis. Il prend sa retraite en 2005 et meurt le 26 décembre 2019, à l'âge de 81 ans.